# Карелска автономна съветска социалистическа република
Карелска автономна съветска социалистическа република (на руски: Карельская АССР, Карелска АССР, на фински: Karjalan ASNT) е автономна република в състава на Руската СФСР. Столицата ѝ е Петрозаводск.
Територията на републиката е 172 400 кв. км. Има население 795 000 души. Съотношението градско/селско население е съответно 647 000 към 148 000 души. Карелската АССР е наградена с орден „Ленин“ (1965), орден „Октомврийска революция“ (1970) и орден „Дружба на народите“ (1972). Днес Република Карелия е субект на Руската федерация.

## История
Чрез обединяване на Автономната карелска ССР (създадена през 1923 г. в състава на Руската СФСР) и на териториите, анексирани от Финландия, със статут на съюзна република във федералната структура на Съветския съюз е формирана Карело-финската съветска социалистическа република на 31 март 1940 г.
На 16 юли 1956 г. статутът на Съветска Карелия е понижен от съюзна република на автономна република, включена в състава на РСФСР. През 1979 г. българинът Владимир Киосев получава званието заслужил работник на националната икономика на Карелската ССР.

## Население
Националният състав на републиката към 1979 г. е следният:
- карели – 81 000
- руснаци – 522 000
- беларуси – 59 000
- украинци – 24 000
- фини – 20 000
- вепси – 6000 и др.